# Maurice Herlihy
Maurice Peter Herlihy (4 de janeiro de 1954) é um cientista da computação ativo no campo da sincronização de multiprocessadores. Herlihy contribuiu com o projeto de algoritmos concorrentes, e em particular para a exposição e quantificação das propriedades e usos de operações de sincronização de hardware. É professor da cátedra An Wang de Ciência da Computação da Universidade Brown.

## Reconhecimentos
- 2003 Prêmio Dijkstra[5]
- 2004 Prêmio Gödel[6]
- 2005 Fellow of the Association for Computing Machinery[7]
- 2012 Prêmio Dijkstra[5]
- 2013 Prêmio W. Wallace McDowell[8]
- 2013 Academia Nacional de Engenharia dos Estados Unidos[9]
- 2014 National Academy of Inventors Fellow[10]
- 2015 Academia de Artes e Ciências dos Estados Unidos[11]